# Ocean Front Property
Ocean Front Property è il settimo album in studio del cantante country statunitense George Strait, pubblicato nel 1987.

## Tracce
1. All My Ex's Live in Texas – 3:17
2. Someone's Walkin' Around Upstairs – 2:47
3. Am I Blue – 3:04
4. Ocean Front Property – 3:06
5. Hot Burning Flames – 2:19
6. Without You Here – 2:46
7. My Heart Won't Wander Very Far from You – 2:21
8. Second Chances – 4:13
9. You Can't Buy Your Way out of the Blues – 2:49
10. I'm All Behind You Now – 3:13